# A dicsőség zászlaja
A dicsőség zászlaja (eredeti cím: Flags of Our Fathers) Oscar-díjra jelölt 2006-os háborús filmdráma Clint Eastwood rendezésében. A forgatókönyvet William Broyles, Jr. és Paul Haggis írta James Bradley és Ron Powers azonos című, az Ivo Dzsima-i csatát és az amerikai zászló kitűzését feldolgozó könyve alapján. A számos ismert nevet felvonultató film középpontjában három (a hatból) zászlókitűző áll, akiket Ryan Phillippe, Jesse Bradford és Adam Beach alakítanak.
Eastwood egyszerre készítette el az ütközetet az ellenség, a japánok szemszögéből bemutató filmet, a Levelek Ivo Dzsimárólt A dicsőség zászlajával. Előbbi világpremierjére Japánban került sor 2006. december 9-én, míg az Egyesült Államokban december 20-án mutatták be, pontosan két hónappal A dicsőség zászlaját követően.

## Történet
A film azt meséli el, hogyan vált egy szétlőtt japán radarberendezés antennájára erősített zászló három életben maradt kitűzője, (John "Doc" Bradley, Ira Hayes és Rene Gagnon) hazatértük után az amerikai kormány propagandaeszközévé a háború finanszírozása és a nép háború melletti állásfoglalása megszilárdításának érdekében. Bemutatja továbbá, milyen hatást gyakorolt a háború a három férfi életére, hogyan szenvedtek kínzó emlékeiktől életük hátralévő részében.

## Szereplők
| Szerep                                 | Színész                  | Szinkronhang         |
| -------------------------------------- | ------------------------ | -------------------- |
| John "Doc" Bradley                     | Ryan Phillippe           | Stohl András         |
| Rene Gagnon                            | Jesse Bradford           | Király Attila        |
| Ira Hayes                              | Adam Beach               | Viczián Ottó         |
| Keyes Beech                            | John Benjamin Hickey     | Sebestyén András     |
| Bud Gerber                             | John Slattery            | Kárpáti Tibor        |
| Mike Strank                            | Barry Pepper             | Betz István          |
| Ralph "Iggy" Ignatowski                | Jamie Bell               | Dányi Krisztián      |
| Hank Hansen                            | Paul Walker              | Szatmári Attila      |
| Chandler Johnson ezredes               | Robert Patrick           | Várkonyi András      |
| Severance százados                     | Neal McDonough           | Jantyik Csaba        |
| Pauline Harnois                        | Melanie Lynskey          | Farkasházi Réka      |
| James Bradley                          | Thomas McCarthy          | Czvetkó Sándor       |
| Vandegrift parancsnok                  | Chris Bauer              | Ifj. Jászai László   |
| Belle Block                            | Judith Ivey              | Szabó Éva            |
| Madeline Evelley                       | Myra Turley              | Halász Aranka        |
| Franklin Sousley                       | Joseph Cross             | Hamvas Dániel        |
| Harlon Block                           | Benjamin Walker          | Fekete Ernő          |
| Lindberg                               | Alessandro Mastrobuono   | Mesterházy Gyula     |
| Lundsford                              | Scott Eastwood           | Moser Károly         |
| Gust                                   | Stark Sands              | Takátsy Péter        |
| John Bradley                           | George Grizzard          | Szersén Gyula        |
| Dave Severance                         | Harve Presnell           | Szélyes Imre         |
| Walter Gust                            | George Hearn             | Fülöp Zsigmond       |
| Mr. Beech                              | Len Cariou               | Gruber Hugó          |
| Ed Block                               | Christopher Curry        | Várkonyi András      |
| Belle fiatal fia                       | Bubba Lewis              | Pálmai Szabolcs      |
| Gagnon mama                            | Beth Grant               | Bessenyei Emma       |
| Mrs. Sousley                           | Connie Ray               | Fabó Györgyi         |
| Mrs. Strank                            | Ann Dowd                 | Keönch Anna          |
| Mrs. Bradley                           | Mary Beth Peil           |                      |
| Harry S. Truman elnök                  | David Patrick Kelly      | Tarján Péter         |
| Kerületi elnök                         | Jon Polito               | Albert Péter         |
| Joe Rosenthal                          | Ned Eisenberg            | Simon Aladár         |
| "Howlin" Mad Smith tábornok            | Gordon Clapp             | Tóth Zoltán          |
| James Forrestal tengerészeti miniszter | Michael Cumpsty          |                      |
| Őrnagy a repülőn                       | V.J. Foster              |                      |
| Bill Genaust                           | Kirk B.R. Woller         | Haagen Imre          |
| Pennel hadnagy                         | Tom Verica               | Szabó Sipos Barnabás |
| Schrier hadnagy                        | Jason Gray-Stanford      | Juhász Zoltán        |
| Bell hadnagy                           | Matt Huffman             |                      |
| Louis Lowery                           | David Hornsby            | Áron László          |
| Boots Thomas őrmester                  | Brian Kimmet             | Renácz Zoltán        |
| Szenátor                               | David Rasche             | Vass Gábor           |
| John Tennack                           | Tom Mason                | Dengyel Iván         |
| Üzletember                             | Patrick Dollaghan        | Hegedüs Miklós       |
| Helyi politikus                        | James Newman             | Lajos András         |
| Turista                                | Steven M. Porter         | Bartók László        |
| Turista felesége                       | Dale Waddington Horowitz | Kovács Vanda         |
| Békebíró                               | Lennie Loftin            | Rékai Nándor         |
| Fehér Házi hivatalnok                  | David Clennon            |                      |
| Katonai cenzor                         | Mark Thomason            | Bor László           |
| James Bradley fiatalon                 | Oliver Davis             | Kilényi Márk         |
| Pincér                                 | Sean Moran               | Hankó Viktor         |

## Díjak és jelentősebb jelölések
- Oscar-díj
  - jelölés: legjobb hang
  - jelölés: legjobb hangvágás
- Golden Globe-díj
  - jelölés: legjobb rendezés (Clint Eastwood)
- Awards of the Japanese Academy
  - díj: legjobb idegen nyelvű film
- Blue Ribbon Awards
  - díj: legjobb idegen nyelvű film
- Hochi Film Awards
  - díj: legjobb idegen nyelvű film
- Kinema Junpo Awards
  - díj: legjobb idegen nyelvű film
  - díj: legjobb idegen nyelvű filmrendező (Clint Eastwood)
  - közönségdíj: legjobb idegen nyelvű film
- Satellite Awards
  - díj: legjobb rendező (Clint Eastwood)
  - díj: legjobb fényképezés (Tom Stern)
  - díj: legjobb díszlet és produkciós dizájn
- Visual Effects Society Awards
  - legjobb vizuális effektek (nem vizuális effektekre épülő filmben)